# Grand Prix USA 2021
Grand Prix USA 2021 (oficiálně Formula 1 Aramco United States Grand Prix 2021) se jela na okruhu Circuit of the Americas v Austinu v Texasu ve Spojených státech amerických dne 24. října 2021. Závod byl sedmnáctým v pořadí v sezóně 2021 šampionátu Formule 1.

## Kvalifikace
| Poř.                       | No. | Jezdec             | Konstruktér               | Časy v kvalifikaci | Časy v kvalifikaci | Časy v kvalifikaci | Pořadí na startu |
| Poř.                       | No. | Jezdec             | Konstruktér               | Q1                 | Q2                 | Q3                 | Pořadí na startu |
| -------------------------- | --- | ------------------ | ------------------------- | ------------------ | ------------------ | ------------------ | ---------------- |
| 1                          | 33  | Max Verstappen     | Red Bull Racing-Honda     | 1:34.352           | 1:33.464           | 1:32.910           | 1                |
| 2                          | 44  | Lewis Hamilton     | Mercedes                  | 1:34.579           | 1:33.797           | 1:33.119           | 2                |
| 3                          | 11  | Sergio Pérez       | Red Bull Racing-Honda     | 1:34.369           | 1:34.178           | 1:33.134           | 3                |
| 4                          | 77  | Valtteri Bottas    | Mercedes                  | 1:34.590           | 1:33.959           | 1:33.475           | 9                |
| 5                          | 16  | Charles Leclerc    | Ferrari                   | 1:34.153           | 1:33.928           | 1:33.606           | 4                |
| 6                          | 55  | Carlos Sainz Jr.   | Ferrari                   | 1:34.558           | 1:34.126           | 1:33.792           | 5                |
| 7                          | 3   | Daniel Ricciardo   | McLaren-Mercedes          | 1:34.407           | 1:34.643           | 1:33.808           | 6                |
| 8                          | 4   | Lando Norris       | McLaren-Mercedes          | 1:34.551           | 1:33.880           | 1:33.887           | 7                |
| 9                          | 10  | Pierre Gasly       | AlphaTauri-Honda          | 1:34.567           | 1:34.583           | 1:34.118           | 8                |
| 10                         | 22  | Júki Cunoda        | AlphaTauri-Honda          | 1:35.360           | 1:35.137           | 1:34.918           | 10               |
| 11                         | 31  | Esteban Ocon       | Alpine-Renault            | 1:35.747           | 1:35.377           |                    | 11               |
| 12                         | 5   | Sebastian Vettel   | Aston Martin-Mercedes     | 1:35.281           | 1:35.500           |                    | 18               |
| 13                         | 99  | Antonio Giovinazzi | Alfa Romeo Racing-Ferrari | 1:35.920           | 1:35.794           |                    | 12               |
| 14                         | 14  | Fernando Alonso    | Alpine-Renault            | 1:35.756           | 1:44.549           |                    | 19               |
| 15                         | 63  | George Russell     | Williams-Mercedes         | 1:35.746           | Bez času           |                    | 20               |
| 16                         | 18  | Lance Stroll       | Aston Martin-Mercedes     | 1:35.983           |                    |                    | 13               |
| 17                         | 6   | Nicholas Latifi    | Williams-Mercedes         | 1:35.995           |                    |                    | 14               |
| 18                         | 7   | Kimi Räikkönen     | Alfa Romeo Racing-Ferrari | 1:36.311           |                    |                    | 15               |
| 19                         | 47  | Mick Schumacher    | Haas-Ferrari              | 1:36.499           |                    |                    | 16               |
| 20                         | 9   | Nikita Mazepin     | Haas-Ferrari              | 1:36.796           |                    |                    | 17               |
| 107% času vítěze: 1:40.743 |     |                    |                           |                    |                    |                    |                  |
| Zdroj:                     |     |                    |                           |                    |                    |                    |                  |

Poznámky
1. ↑  Valtteri Bottas obdržel trest posunu o 5 míst vzad za nový spalovací motor.
2. 1 2 3  Sebastian Vettel, Fernando Alonso a George Russell museli startovat z konce startovního roštu, protože překročili počet povolených pohonných jednotek.

## Závod
| Poř.                                                                | No. | Jezdec             | Konstruktér               | Počet kol | Čas/Odstoupení | Pořadí na startu | Body |
| ------------------------------------------------------------------- | --- | ------------------ | ------------------------- | --------- | -------------- | ---------------- | ---- |
| 1                                                                   | 33  | Max Verstappen     | Red Bull Racing-Honda     | 56        | 1:34:36.552    | 1                | 25   |
| 2                                                                   | 44  | Lewis Hamilton     | Mercedes                  | 56        | +1.333         | 2                | 19   |
| 3                                                                   | 11  | Sergio Pérez       | Red Bull Racing-Honda     | 56        | +42.223        | 3                | 15   |
| 4                                                                   | 16  | Charles Leclerc    | Ferrari                   | 56        | +52.246        | 4                | 12   |
| 5                                                                   | 3   | Daniel Ricciardo   | McLaren-Mercedes          | 56        | +1:16.854      | 6                | 10   |
| 6                                                                   | 77  | Valtteri Bottas    | Mercedes                  | 56        | +1:20.128      | 9                | 8    |
| 7                                                                   | 55  | Carlos Sainz Jr.   | Ferrari                   | 56        | +1:23.545      | 5                | 6    |
| 8                                                                   | 4   | Lando Norris       | McLaren-Mercedes          | 56        | +1:24.395      | 7                | 4    |
| 9                                                                   | 22  | Júki Cunoda        | AlphaTauri-Honda          | 55        | +1 kolo        | 10               | 2    |
| 10                                                                  | 5   | Sebastian Vettel   | Aston Martin-Mercedes     | 55        | +1 kolo        | 18               | 1    |
| 11                                                                  | 99  | Antonio Giovinazzi | Alfa Romeo Racing-Ferrari | 55        | +1 kolo        | 12               |      |
| 12                                                                  | 18  | Lance Stroll       | Aston Martin-Mercedes     | 55        | +1 kolo        | 13               |      |
| 13                                                                  | 7   | Kimi Räikkönen     | Alfa Romeo Racing-Ferrari | 55        | +1 kolo        | 15               |      |
| 14                                                                  | 63  | George Russell     | Williams-Mercedes         | 55        | +1 kolo        | 20               |      |
| 15                                                                  | 6   | Nicholas Latifi    | Williams-Mercedes         | 55        | +1 kolo        | 14               |      |
| 16                                                                  | 47  | Mick Schumacher    | Haas-Ferrari              | 54        | +2 kola        | 16               |      |
| 17                                                                  | 9   | Nikita Mazepin     | Haas-Ferrari              | 54        | +2 kola        | 17               |      |
| Ret                                                                 | 14  | Fernando Alonso    | Alpine-Renault            | 49        | Zadní křídlo   | 19               |      |
| Ret                                                                 | 31  | Esteban Ocon       | Alpine-Renault            | 40        | Mechanika      | 11               |      |
| Ret                                                                 | 10  | Pierre Gasly       | AlphaTauri-Honda          | 14        | Zavěšení       | 8                |      |
| Nejrychlejší kolo: Lewis Hamilton (Mercedes) – 1:38.485 (v kole 41) |     |                    |                           |           |                |                  |      |
| Zdroj:                                                              |     |                    |                           |           |                |                  |      |

Poznámky
1. ↑  Lewis Hamilton získal jeden bod za zajetí nejrychlejšího kola.

## Průběžné pořadí po závodě
Pohár jezdců
|        | Pořadí | Jezdec          | Body  |
| ------ | ------ | --------------- | ----- |
|        | 1      | Max Verstappen  | 287,5 |
|        | 2      | Lewis Hamilton  | 275,5 |
|        | 3      | Valtteri Bottas | 185   |
| 1      | 4      | Sergio Pérez    | 150   |
| 1      | 5      | Lando Norris    | 149   |
| Zdroj: |        |                 |       |

Pohár konstruktérů
|        | Pořadí | Konstruktér      | Body  |
| ------ | ------ | ---------------- | ----- |
|        | 1      | Mercedes         | 460,5 |
|        | 2      | Red Bull-Honda   | 437,5 |
|        | 3      | McLaren–Mercedes | 254   |
|        | 4      | Ferrari          | 250,5 |
|        | 5      | Alpine–Renault   | 104   |
| Zdroj: |        |                  |       |